# Natasha Arthy
Pour les articles homonymes, voir Arthy.
Natasha Arthy, née le 23 mai 1969 à Gentofte (Danemark), est une scénariste, cinéaste et productrice danoise.
Elle est connue pour son film de 2003, Se til venstre, der er en Svensker, réalisé en suivant les prescriptions de Dogme95, film qui a reçu le Grand Prix du Jury au Festival du film de Los Angeles.

## Filmographie partielle

### Comme réalisatrice
- 1993 : Fortælle frikadelle (feuilleton TV)
- 1995 : Forunderlige Frede (série TV)
- 1995 : Container Conrad (feuilleton TV)
- 1996 : Y's fantom farmor (feuilleton TV)
- 1997 : Barbie
- 1997 : Fanny Farveløs
- 1997 : Drengen de kaldte Kylling (feuilleton TV)
- 2000 : Mirakel
- 2003 : Se til venstre, der er en Svensker (Old, New, Borrowed and Blue)
- 2005 : Pip & papegøje  (série télévisée, 3 épisodes
- 2007 : Fighter
- 2009 : Lulu & Leon (série télévisée, 2 épisodes)
- 2012 : The Killing (Forbrydelsen) (série télévisée, 2 épisodes)
- 2014 : Heartless (série télévisée, 5 épisodes)
- 2015 : Comeback
- 2016 : Kanonkongen Freja (série télévisée, 8 épisodes)